# The Purity of Perversion
The Purity Of Perversion (с англ. — «Чистота извращения») — дебютный студийный альбом бельгийской дэтграйнд-группы Aborted, вышедший в мае 1999 года. В отличие от двух предыдущих демо, диск записывался в формате квинтета.

## Об альбоме
Звучание The Purity Of Perversion осталось таким же как и на предыдущих плёнках, но немного более качественным, отчасти потому, что записывался на CCR Studio, для которой это стало первым дэт-метал-релизом. Сессии были закончены в течение февраля 1999 года, а альбом издан в мае на лейбле Uxicon Records. Перед записью альбома группу коснулись первые изменения, а именно в состав был принят второй гитарист и новый ударник, от чего музыка только приобрела большего колорита. Кроме того в записи альбома принимали участие и сессионные вокалисты, на «Wrenched Carnal Ornaments» принял участие Курт из Ectopia, а на песнях «The Sanctification Of Fornication» и «Organic Puzzle» отличился Хенне, как вокалом так и скримом. Издавался также на LP ограниченным тиражом в 500 копий, а также переиздавался лейблом Soulreaper Records, на котором впоследствии выйдет ещё один релиз группы, а именно сплит c Christ Denied. На этом альбоме группа также продолжает тенденцию семплирования, используя звуковые отрывки фильмов ужасов между песнями, интро целиком состоит из них. В качестве обложки для альбома использован кадр из фильма «Считанные секунды».

## Список композиций
Некоторые песни ранее издавались на демозаписях.
| №  | Название                            | Длительность |
| -- | ----------------------------------- | ------------ |
| 1. | «Intro»                             | 0:57         |
| 2. | «Act Of Supremacy»                  | 2:43         |
| 3. | «The Lament Configuration»          | 4:49         |
| 4. | «The Sanctification of Fornication» | 3:22         |
| 5. | «Organic Puzzle»                    | 3:19         |
| 6. | «Necro-Eroticism»                   | 3:58         |
| 7. | «Highway 1-35»                      | 3:54         |
| 8. | «Gurgling Rotten Feces»             | 3:43         |
| 9. | «Wrenched Carnal Ornaments»         | 4:42         |

## Участники записи
- Свен Гурглорот де Калюве — вокал
- Ниек Верстает — гитара
- Кристоф Хьеррман — гитара
- Коэн Верстает — бас
- Френк Росси — ударные

### Сессионные участники
- Курт Монье — приглашённый вокал на песне «Wrenched Carnal Ornaments».
- Хенне — приглашённый вокал на песнях «The Sanctification Of Fornication» и «Organic Puzzle».